# LG Chem
LG Chem Ltd. è una azienda chimica sudcoreana appartenente al gruppo LG. È la più grande azienda chimica della Corea del Sud ed è al 10º posto nel mondo. Fondata nel 1947 ha sede a Seul. Alla fine del 2015, la società aveva 25.849 dipendenti in tutto il mondo e un fatturato annuo di 20,2 miliardi di dollari.

## Storia
Nel 1947, due anni dopo la fine dell'era coloniale giapponese, fu fondata la società di cosmetici Lucky Chemical Industrial Corporation. Alcuni anni dopo, l'azienda ha ampliato la propria attività alla produzione di resine sintetiche. Alla fine degli anni cinquanta la Lucky Chemical Industries Co, Ltd. e poco dopo la Lucky Vinyl Ltd. vennero fondate.
Nel 1966 la società fu ribattezzata Lucky Chemical Industries Co, Ltd. e dal 1969 viene quotate alla borsa di Corea.
Nel 1974 la compagnia fu ribattezzata Lucky Corporation. Negli anni '70 e '80, l'azienda costruì diverse fabbriche di plastica e un centro di ricerca e sviluppo.
Nel 1995 la società diventa LG Chem Ltd. e ha continuato a crescere attraverso numerose acquisizioni (come la Hindustan Polymers Ltd. e la Hyundai Petrochemicals).
Nel 2001, negli Stati Uniti è stato istituito un centro di ricerca e sviluppo sulle batterie. Nel 2007 la società è stata fusa con LG Petrochemicals Co., Ltd.
Nel 2014 la società ha rilevato il produttore statunitense di membrane ad osmosi inversa NanoH2O ed un anno dopo lo stesso venne ribattezzata LG Watersolutions operando come filiale di LG Chem.
All'inizio del 2015, LG Chem è diventata leader del mercato sudcoreano nella produzione di fertilizzanti e il secondo produttore di sementi.
Nel 2016, LG Chem si è fusa con la consociata farmaceutica del gruppo, la LG Life Sciences. Questa fusione ha permesso di rafforzare il crescente business dei biofarmaci.
Nel 2017, la società ha aperto un impianto di produzione di nanotubi di carbonio a Yeosu. La capacità annuale iniziale è di 100 tonnellate. Il nanotubi sono necessari per la produzione di batterie agli ioni di litio.

## Aree commerciali

### Petrolchimico
Questa divisione costituisce l'attività principale dell'azienda. Produce prodotti cracker (ad es. Etilene, propilene) da nafta, poliolefine, PVC, plastificanti, ABS, acido acrilico, polimero super assorbente (SAP), policarbonati , gomma sintetica e polimeri speciali. LG Chem è il quinto produttore di acido acrilico e il quarto SAP in tutto il mondo. La divisione materie prime e prodotti chimici di base funziona in modo molto redditizio. Nel primo trimestre 2016, la divisione ha generato un utile netto di 338,1 miliardi di won. Altre aree non sono così riuscite o carenti.

### Soluzioni energetiche
Questa divisione produce batterie per prodotti IT, elettrodomestici mobili, vari tipi di veicoli elettrici e sistemi di accumulo di energia (ESS) . LG Chem è stata la prima azienda sudcoreana a produrre batterie agli ioni di litio nel 1999.

### Materiali moderni
La divisione dei materiali IT ed elettronica è responsabile della produzione di materiali per ottica ed elettronica e substrati di vetro LCD . LG Chem afferma di essere il leader del mercato mondiale nei polarizzatori per grandi aree . Sono utilizzati nei display a cristalli liquidi , che a loro volta sono installati in TV, monitor, laptop, tablet e smartphone.
LG Chem è relativamente nuovo nel settore delle membrane per osmosi inversa (membrane RO). Nel 2014 la società ha rilevato il produttore statunitense di membrane NanoH2O Inc. e da settembre 2015 una linea di produzione a Cheongju / Corea del Sud produce membrane RO per il mercato globale. Circa 40.000 unità di filtro RO sono già state prodotte lì ed esportate in 19 paesi. La società sta pianificando una seconda linea di produzione. I tre leader di mercato Nitto Denko (Giappone), Toray (Giappone) e Dow Chemical (Stati Uniti) condividono l'80% del mercato globale. Le membrane RO sono necessarie principalmente per la pulizia delle acque industriali e delle acque reflue domestiche, nonché per la produzione di acqua potabile dall'acqua di mare.[25]
Questa divisione produce anche sostanze organiche per gli OLED . Servono come unità di visualizzazione in TV, lampade OLED e smartphone. [26] Inoltre, produce materiale per elettrodi per le batterie.

### Biofarmaci
Come gli altri conglomerati sudcoreani come Samsung Group (Samsung Biologics, Samsung Bioepis), SK Group (SK biotek, SK biofarmaceutica) e nuovi arrivati come Celltrion, LG Chem sta cercando di partecipare al business in rapida crescita del settore farmaceutico.